# Rodrigo Cabeça
Rodrigo Cabeça (født 4. januar 1992) er en brasiliansk fodboldspiller.